# Lliga dels Tres Emperadors
La Lliga dels Tres Emperadors (també coneguda en alemany com Dreikaiserbund) va ser una aliança formada en 1872 pels emperadors de l'Imperi alemany, de l'Imperi austrohongarès i de l'Imperi rus: les tres majors potències de l'est i centre d'Europa en aquell moment.

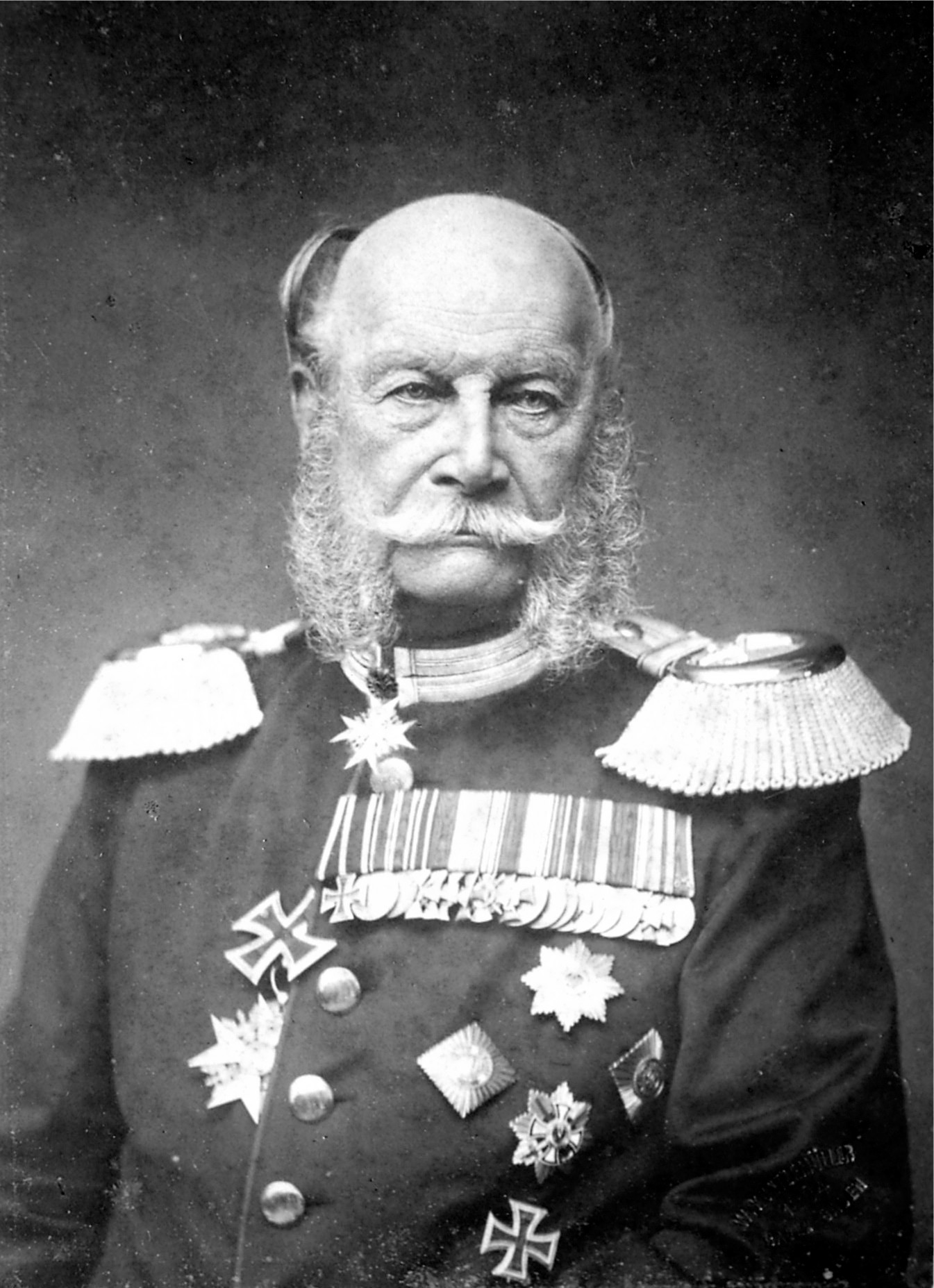
El kàiser Guillem I.

Aquesta lliga pretenia crear un front comú d'oposició a les formes de govern de cort liberal imperants als països de l'occident europeu, i es va crear després de la unificació d'Alemanya per Prússia després de la derrota francesa en la guerra francoprussiana de 1870. Alemanya estava governada per l'emperador Guillem I; l'Imperi austrohongarés per l'emperador Francesc Josep I, i l'Imperi Rus per l'emperador Alexandre II. Aquests líders professaven un fort conservadorisme en la política, malgrat que Alemanya i Àustria-Hongria eren monarquies constitucionals, mentre que el règim imperial rus era obertament absolutista. En tal sentit, els tres monarques tenien en comú una gran aversió cap al liberalisme polític existent a l'Europa occidental, especialment el practicat en les altres dues grans potències europees de l'època: Gran Bretanya i la República Francesa.
Els monarques conservadors d'Àustria-Hongria, Alemanya i Rússia percebien el liberalisme com un perill i van crear aquesta lliga per donar-se suport mútuament en el camp de la política exterior. Encara que la Lliga no consistia en una aliança formal, els tres països acordaven considerar al socialisme, i encara més important, al republicanisme, com les majors amenaces als seus respectius règims. Aquesta Lliga era també part del pla del canceller alemany Otto von Bismarck per mantenir a França aïllada i allunyada de qualsevol aliança diplomàtica, i conservar a Àustria-Hongria i Rússia com a potencials aliats de l'Imperi alemany en la seva política exterior; amb això Bismarck evitava que després de la derrota de 1870 la Tercera República Francesa aconseguís suport extern si intentava un conflicte bèl·lic amb Alemanya per recuperar les regions d'Alsàcia i Lorena. L'aïllacionisme de Gran Bretanya i l'aliança informal germanoautríacorussa servien per a aquest fi de Bismarck.
La Lliga dels Tres Emperadors va començar a deteriorar-se com a resultat de la insatisfacció de Rússia amb els resultats del Congrés de Berlín de 1878, que establia les bases de l'ordenament dels Balcans després de la guerra russoturca de 1877-1878 i atorgava a Àustria-Hongria un predomini polític sobre les restes del poderós Imperi Otomà a la regió balcànica. Bismarck va lluitar durament per evitar un conflicte diplomàtic entre Àustria i Rússia i així en 1881 el mateix canceller Bismarck va persuadir al nou tsar rus, l'ultraconservador Alexandre III, perquè retornés a l'Aliança dels Tres Emperadors sense el coneixement d'Àustria, mostrant a Rússia que les tres monarquies tenien més elements en comú que les seves diferències per ambicions territorials.
Després de la dimissió d'Otto von Bismarck en 1890 per pressió del nou emperador alemany Guillem II, aquest monarca va assumir personalment la política exterior de l'Imperi alemany i es va unir als elements més ultranacionalistes d'Alemanya que manifestaven un creixent desdeny per Rússia i els pobles eslaus en general. Tals idees contradeien un principi de la política de Bismarck, segons la qual Alemanya havia d'evitar, per qualsevol motiu, enemistar-se amb el poderós Imperi Rus, i més, que havia de maldar per mantenir-lo sempre com a aliat o com a neutral.
La retirada de Bismarck de la Cancelleria alemanya va causar que els paràmetres de la seva política exterior fossin abandonats després de 1890 i així el nou canceller alemany Leo von Caprivi va rebutjar la proposta russa de renovar les condicions de la Lliga dels Tres Emperadors en 1891, i va preferir recolzar obertament a Àustria-Hongria en les seves ambicions sobre els Balcans abans que a Rússia en les seves pressions sobre l'Imperi Otomà. Aquest desplant diplomàtic va causar que Rússia, ara marginada pels seus antics aliats, busqués l'aliança amb França com a forma de compensar l'aliança entre Alemanya i Àustria. En 1893 els governs de França i Rússia, malgrat els seus règims polítics tan diferents, van pactar de manera formal la seva aliança amb sengles visites de caps d'estat a París i Sant Petersburg, amb la quan cosa desapareix del tot l'"aliança d'emperadors" creada amb tant de treball per Bismarck.